# Prérinyúl
A prérinyúl (Lepus townsendii) a nyúlfélék (Leporidae) családjába, azon belül a Lepus nembe tartozó faj, csakúgy, mint a mezei nyúl. A bundája fehér színű, és Észak-Amerika nyugati részén él. A Yellowstone Nemzeti Parkban teljesen kiirtották.
Egyes rendszertani besorolások, a prérinyúlat a Lepus nemen belül az Eulagos alnembe sorolja.

## Alfajai
- Lepus townsendii townsendii
- Lepus townsendii campanius